# Братва из джунглей
«Братва из джунглей» (англ. Delhi Safari) — индийский полнометражный 3D анимационный фильм студии Krayon Pictures. Премьера в Индии состоялась 19 октября 2012, а в России — 11 апреля 2013 года. Затрагивает тему экологии и защиты природы. Выиграл Национальную кинопремию как лучший анимационный фильм года.

## Сюжет
Группа диких животных из национального парка пытается добраться до Дели, чтобы рассказать парламенту о разрушении их дома и вразумить людей.

## Персонажи
- Юви (озв. Свини Кхара, русский дубляж — Ольга Зубкова) — маленький, но решительный леопард
- Бегум (озв. Урмила Матондкар, русский дубляж — Татьяна Шитова) — мать Юви
- Султан (озв. Сунил Шетти) — отец Юви, погиб в пожаре
- Баджранги (озв. Говинда, русский дубляж — Андрей Рожков) — воинственная обезьяна, главарь небольшой банды
- Алекс (озв. Акшай Кханна, русский дубляж — Арарат Кещян) — попугай, попавший в команду из-за умения говорить на языке людей
- Багга (озв. Боман Ирани) — добродушный медведь
- Калия (озв. Прем Чопра) — волк

## Саундтрек
Все тексты написаны Самиром, вся музыка написана трио композиторов Шанкар-Эхсан-Лой.
| №  | Название                   | Исполнитель                                                      | Длительность |
| -- | -------------------------- | ---------------------------------------------------------------- | ------------ |
| 1. | «Dil Ki Safari»            | Шанкар Махадеван, Раман Махадеван, Шивам Махадеван, Хамсика Айер | 4:17         |
| 2. | «Meri Duniya Terey Dam Se» | Шекхар Равджиани, Махалакшми Айер, Шивам Махадеван               | 3:58         |
| 3. | «Aao Re Pardesi»           | Карсан Саргатхия, Тараннум Маллик                                | 3:58         |
| 4. | «Dhadak Dhadak»            | Шанкар Махадеван, Рагхувир Ядав                                  | 2:14         |
| 5. | «Jungle Mein Mangal»       | Шанкар Махадеван                                                 | 3:05         |
| 6. | «To Forgive...To Forget»   | Ванесса Уильямс, Джон Флукер                                     | 1:10         |